# 濱瀬元彦
濱瀬 元彦(はませ もとひこ、1952年4月15日 - )は、日本のミュージシャン、ベース奏者、音楽理論・奏法書の著述家および教育者。

## 経歴
1952年4月15日愛知県生まれ、慶応義塾大学中退。1976年よりコントラバスおよびエレクトリックベース奏者として土岐英史、鈴木勲、清水靖晃らのジャズ・グループで活動し、多数のセッション作品を残す。1982年に実験音楽ユニット「ラーゲル」を結成し1985年まで活動したが、1980年代の半ばから演奏活動やセッションワークなどから遠ざかった。濱瀬によれば「自分の音楽が当時の業界と折り合いが良くなかった」「自分の演奏を理解できるプレイヤーがおらず、孤立した」状況だった。1980年代後半から90年代前半に掛けてソロ・アルバムを5枚発表。この時期には打ち込みとベースのみというスタイルでハウスミュージックやアンビエント・ミュージックに接近した。その一方で「株式会社ラング(Lung)」を設立、私塾形式でのプロ演奏家の指導・育成に当たる。また、音楽理論の研究に取り組み、『ベースライン・ブック』や『ブルー・ノートと調性』を上梓した。2008年より「濱瀬元彦 E.L.F Ensemble」として演奏活動を再開。このユニットの音楽は「人力テクノ・ジャズ」と形容される。これは濱瀬の音楽理論書や講演をきっかけにした菊地成孔との交流から、菊池が客演およびプロデューサーとして関わることで実現したものである。2013年にモダン・ジャズの元になったビバップを始めたアルトサクソフォーン奏者チャーリー・パーカーの音楽についての研究書『チャーリー・パーカーの技法：インプロヴィゼーションの構造分析』を岩波書店から出版した。

## 音楽理論
ブラックミュージックなどに現れるブルー・ノートおよびブルースという音楽形態を説明するために、物理現象としては存在しない「下方倍音列」という概念を(数学における虚数のように)仮定し、その音列上でブルー・ノートが「上方4度」として存在することの証明を行った。またエドモン・コステール(Edmond Costere)の「親和性概念」をしばしば援用する。菊地成孔はこれを「ラング・メソッド」と名づけ、「カルト的」理論として茶化す一方、バークリーメソッド、およびジョージ・ラッセル(英語版)のリディアン・クロマティック・コンセプトに比肩し得る重要性を持つものとして高く評価している。

## ディスコグラフィー

### ソロ作品
- 1985『レミニッセンス』
- 1986『インタリヨ』
- 1988『樹木の音階』
- 1993『アネクドート／Live at Spiral Garden '87』
- 1993『テクノドローム』

## 主要著作
- 『ベースライン・ブック』(1987, 全音楽譜出版社)
- 『ブルーノートと調性 - インプロヴィゼーションと作曲のための基礎理論』 (1992, 全音楽譜出版社)
- 『ギター・ベースのための読譜と運指の本:理論編』(1996, 全音楽譜出版社)
- 『ギターのための読譜と運指の本:実技編』(1996, 全音楽譜出版社)
- 『ベースのための読譜と運指の本:実技編』(1997, 全音楽譜出版社)

上記『読譜と運指の本』シリーズはリットーミュージック刊「ベース・マガジン」に1990年代前半に連載された「新しいフィンガリングシステム」「スケール・アルペジオのフィンガリング」が元となっている。
- 『チャーリー・パーカーの技法 - インプロヴィゼーションの構造分析』(2013, 岩波書店)